# Troy Parrott
Troy Parrott, né le 4 février 2002 à Dublin en Irlande, est un footballeur international irlandais qui évolue au poste d'avant-centre à l'AZ Alkmaar.

## Biographie

### Débuts à Tottenham
Né à Dublin en Irlande, Troy Parrott passe par le club local du Belvedere FC. C'est en juillet 2017 qu'il rejoint le club anglais de Tottenham Hotspur. Il signe son premier contrat professionnel le jour de ses 17 ans, le 4 février 2019.
Le 24 septembre 2019, il prend part à son premier match au niveau professionnel lors d'un match de Coupe de la Ligue anglaise contre Colchester United (0-0, victoire aux tirs au but de Colchester). Parrott fait sa première apparition en Premier League le 7 décembre 2019 face au Burnley FC. Il entre en jeu à la place de Dele Alli lors de cette rencontre remportée largement par Tottenham par cinq buts à zéro

### Prêts
Le 1er août 2020, Troy Parrott est prêté pour une saison au Millwall FC, club évoluant alors en Championship. Il joue son premier match pour Millwall le 23 septembre 2020, lors d'une rencontre de coupe de la Ligue anglaise contre le Burnley FC. Il est titulaire puis remplacé par Mason Bennett lors de ce match perdu par son équipe (0-2). Une blessure à la cheville vient toutefois l'écarter des terrains pendant plus d'un mois. Il fait son retour à la compétition le 21 novembre 2020 contre Cardiff City (1-1), pour son premier match de Championship. En 14 matchs avec Millwall, il n'inscrit aucun but.
Parrott est rappelé de son prêt en janvier 2021, puis prêté dans la foulée le 1er février 2021 à Ipswich Town jusqu'à la fin de la saison,. Le club évolue alors en League One (troisième division).
Le 29 juillet 2021, il est cette fois prêté à Milton Keynes Dons pour une saison.
Le 25 juillet 2022, après avoir prolongé son contrat avec Tottenham jusqu'en juin 2025, Troy Parrott est de nouveau prêté, cette fois à Preston North End,. 
Parrott inscrit son premier but pour cette équipe le 9 août 2022, à l'occasion d'une rencontre de coupe de la Ligue anglaise contre Huddersfield Town. Titulaire, il ouvre le score et son équipe s'impose par quatre buts à un,. Il marque son premier but de la saison en championnat contre Norwich City le 8 octobre 2022, participant ainsi à la victoire des siens (2-3),. Parrott sort toutefois blessé de cette rencontre. Touché aux ischio-jambiers, il est absent plusieurs mois et ne fait son retour à la compétition qu'en janvier 2023.
Le 24 août 2023, Troy Parrott est prêté pour une saison à l'Excelsior Rotterdam.

### AZ Alkmaar
Lors de l'été 2024, Troy Parrott quitte cette fois définitivement Tottenham Hotspur et signe le 13 juillet 2024 un contrat de cinq ans, soit jusqu'en juin 2029, avec le club néerlandais de l'AZ Alkmaar,.
Le 14 septembre 2024, Troy Parrott se fait remarquer en réalisant un quadruplé contre le SC Heerenveen, en championnat. Il s'agit de ses quatre premiers buts pour l'AZ et ils contribuent au succès de son équipe par neuf buts à un. Cette victoire est la plus large jamais enregistré par le club en première division néerlandaise et il le doit en partie à son buteur irlandais,.

### En sélection
Le 6 septembre 2019 Troy Parrott joue son premier match avec l'équipe d'Irlande espoirs face à l'Arménie. Il est titulaire et donne la victoire à son équipe en inscrivant le seul but du match ce jour-là. Le 10 septembre suivant, alors que les jeunes irlandais affrontent la Suède, Troy commence la rencontre sur le banc. Son équipe est menée d'un but lorsqu'il entre en jeu, et il réalise un doublé, ce qui contribue à la victoire finale des siens par trois buts à un.
Troy Parrott honore sa première sélection avec l'équipe nationale d'Irlande à l'occasion d'une rencontre amicale face à la Nouvelle-Zélande le 14 novembre 2019. Il entre en jeu ce jour-là et participe à la victoire de son équipe en délivrant une passe décisive pour Sean Maguire sur le deuxième but (victoire 3-1).
Le 3 juin 2021, Parrott inscrit son premier but avec la sélection irlandaise, contre Andorre. titulaire, il s'offre même un doublé ce jour-là en marquant deux buts, et participe ainsi à la victoire de son équipe par quatre buts à un,.

## Statistiques
| Saison                | Club                     | Championnat           | Championnat | Championnat | Coupe nationale | Coupe nationale | Coupe de la Ligue | Coupe de la Ligue | Compétition(s) continentale(s) | Compétition(s) continentale(s) | Compétition(s) continentale(s) | Total | Total |
| Saison                | Club                     | Division              | M.          | B.          | M.              | B.              | M.                | B.                | Comp.                          | M.                             | B.                             | M.    | B.    |
| 2019-2020             | Tottenham Hotspur        | Premier League        | 2           | 0           | 1               | 0               | 1                 | 0                 | -                              | -                              | -                              | 4     | 0     |
| Sous-total            | Sous-total               | Sous-total            | 2           | 0           | 1               | 0               | 1                 | 0                 | -                              | -                              | -                              | 4     | 0     |
| 2020-2021             | Millwall FC (prêt)       | Championship          | 11          | 0           | 2               | 0               | 1                 | 0                 | -                              | -                              | -                              | 14    | 0     |
| Sous-total            | Sous-total               | Sous-total            | 11          | 0           | 2               | 0               | 1                 | 0                 | -                              | -                              | -                              | 14    | 0     |
| 2020-2021             | Ipswich Town (prêt)      | League One            | 18          | 2           | -               | -               | -                 | -                 | -                              | -                              | -                              | 18    | 2     |
| Sous-total            | Sous-total               | Sous-total            | 18          | 2           | -               | -               | -                 | -                 | -                              | -                              | -                              | 18    | 2     |
| 2021-2022             | MK Dons (prêt)           | League One            | 43          | 9           | 2               | 0               | 2                 | 1                 | -                              | -                              | -                              | 47    | 10    |
| Sous-total            | Sous-total               | Sous-total            | 43          | 9           | 2               | 0               | 2                 | 1                 | -                              | -                              | -                              | 47    | 10    |
| 2022-2023             | Preston North End (prêt) | Championship          | 32          | 3           | -               | -               | 2                 | 1                 | -                              | -                              | -                              | 34    | 4     |
| Sous-total            | Sous-total               | Sous-total            | 32          | 3           | -               | -               | 2                 | 1                 | -                              | -                              | -                              | 34    | 4     |
| Total sur la carrière | Total sur la carrière    | Total sur la carrière | 103         | 14          | 5               | 0               | 6                 | 2                 | -                              | -                              | -                              | 114   | 16    |